# Krovno tkivo
Krovno tkivo (tudi vrhnjica, povrhnjica, epitel ali epitelij) je tkivo, ki ga sestavljajo celice na površini kože (kožna vrhnjica) ali notranjosti telesnih votlin ali organov sluznice.
Poznamo enoplastne epitele, ki so prepustni in večplastne, ki so neprepustni. Glede na njihovo funkcijo in histološko zgradbo jih razvrščamo v naslednje skupine:
- enoplastni epiteli:
  - ploščati epitel, ki ima gladko in trdno spojeno površino. Pokriva stene srca, krvnih in limfnih žil ter pljuč;
  - enoplastni migetalčni epitel, ki oblaga dihalne poti in jajcevode ter maternico. Ima stebričaste celice, na vrhu pa migetalke, s katerimi odstranjuje drobne tujke;
  - kubični epitel, ki pokriva sečne poti.
- večplastni epiteli
- žlezni epiteli

Naloge epitelov so varovanje pred zunanjostjo, absorbiranje hranilnih in izločanje odpadnih snovi, ter sprejemanje dražljajev.